# Либаховско антично селище
Либаховско антично селище (на гръцки: Αρχαίος οικισμός Φιλυριάς) е археологически обект край гумендженското село Либахово (Филирия), Гърция.
Селището е разположено на трапецовидната височина Света Неделя на 150 m югозападно от селото. Открити са останки от праисторическо, римско и елинистическо време. На върха в югозападната част на хълма са открити и елинистически гробници. В близост в местността Извор (Ισβόρ) вляво от пътя Кушиново (Полипетро) – Либахово, на разстояние 1100 m от Либахово е открита римска сграда с изобилие от керамични остатъци и архитектурни елементи.
В 1996 година селището и сградата са обявени за защитени археологически паметници.